# Гейман, Василий Александрович
Василий Александрович Гейман (1823 — 13 апреля 1878) — русский военачальник, генерал-лейтенант (16.04.1872), герой Кавказской войны и русско-турецкой войны 1877—1878 гг.

## Биография
Василий Гейман родился в 1823 году в Ковенской губернии. Сын барабанщика. Получив образование в Гродненской гимназии, в 1839 году вступил в военную службу унтер-офицером в Нижегородский пехотный полк. По происхождению еврей.
В 1842 году переведён в Кавказский линейный батальон № 1, а в 1844 году — Кавказский линейный резервный батальон и вскоре за выслугу лет произведён в прапорщики.
В 1845 году переведён в 16-й Грузинский линейный батальон и прикомандирован к Кабардинскому пехотному полку, и с тех пор в течение 20 лет продолжалась его выдающаяся боевая деятельность на Кавказе. Вместе со своим полком он участвовал почти во всех экспедициях в Чечне. Во время экспедиции графа М. С. Воронцова в Дарго он, состоя в авангарде генерала К. Я. Белявского, отличился во многих делах и обнаружил такую неустрашимость, что Воронцов назвал его храбрейшим из офицеров Кавказской армии. Гейман был ранен в одном из этих дел в левое плечо с повреждением плечевой кости; удачная операция спасла ему жизнь, но с тех пор он не мог свободно владеть левой рукой и всю жизнь носил руку на широкой чёрной перевязи. За Даргинскую экспедицию Гейман был награждён чином подпоручика и орденом Святой Анны 4-й степени. В 1846 и 1847 годах он продолжал участвовать в делах против горцев, за отличие в которых получил орден Святой Анны 3-й степени с бантом.
В конце 1847 года назначен бригадным адъютантом. В 1848 году произведён в поручики.
В 1849 году возвратился во фронт и назначен ротным командиром. В 1851 году, уже в чине штабс-капитана, получил ордена Святой Анны 2-й степени и Святого Владимира 4-й степени с бантом. В 1852 году произведён в капитаны.
В 1854 году назначен заведующим обучением нижних чинов стрельбе в цель и участвовал в нескольких больших делах с горцами, причём 13 июля был два раза ранен ружейными пулями. В 1856 году произведён в майоры и получил под свою команду стрелков.
В 1857 году был в составе Кумыкского отряда и принимал особенно деятельное участие в борьбе с горцами: 19 января был при взятии с боя аула Али-Султан-Кале, 19 марта — при штурме и занятии укрепленной позиции Гойтемировские ворота (чеч. Гойтемир-ГӀапу), 21 марта — при уничтожении аула Самго-Юрта, 24 марта — при взятии аулов Машеил и Бельноши; за отличие в этих делах награждён золотой драгунской саблей с надписью «За храбрость».
В 1859 году получил чин подполковника и орден Святого Станислава 2-й степени с императорской короной и мечами.
Когда в 1860 году после пленения Шамиля главные действия были перенесены на правое крыло Кавказской линии, Гейман был послан туда во главе сводно-стрелкового батальона и команды охотников Кабардинского полка.
При занятии аула Шабаниц его батальон был в числе войск первой линии, а при дальнейшем движении к верховьям реки Или постоянно находился в авангарде. В начале июня Шапсугский отряд, в состав которого входил этот батальон, передвинулся на реку Шабш; 7 июня, при переходе через неё, шедшие впереди два батальона Кабардинского и Апшеронского полков, под командой Геймана, выдержали весьма жаркое дело и нанесли горцам значительные потери. Затем, в составе Нижне-Абадзехского отряда, батальон Кабардинского полка под командой Геймана участвовал в утверждении в крае русского владычества и вытеснении горцев.
30 октября 1861 года Гейман произведён в полковники и назначен командиром 75-го Севастопольского пехотного полка, также состоявшего в числе войск правого крыла.
В конце апреля 1862 года он, начальствуя Нижне-Абадзехским отрядом, искусно выполнил трудные и опасные операции по овладению Даховским ущельем, после чего оставлен был там для устройства новой казачьей станицы. Работы по устройству Даховской станицы, продолжавшиеся до 12 июля, стоили огромных трудов и подвергали войска ежечасным встречам с неприятелем. 18 июля Гейман совершил набег в долину реки Руфабго и уничтожил большой аул со всеми собранными там запасами хлеба. 25 сентября генерал Н. И. Евдокимов, командовавший войсками правого крыла, прибыл к Даховскому отряду и совершил с ним движение к реке Курджипс. Военные действия в бассейнах рек Белой, Пшехи и Курджипса завершились в конце 1862 годах взятием аула Хамыши. В этом же году Гейман был награждён орденом Святого Владимира 3-й степени с мечами.
Во второй половине января 1863 года Даховский отряд получил поручение занять верховья Курджипса и рубить вниз просеку и, несмотря на упорное сопротивление горцев, удачно выполнил его: к 8 февраля просека была окончена. 27 февраля Гейман двинулся на хребет по реке Тлоц для встречи нового главнокомандующего — великого князя Михаила Николаевича. Движение это сопровождалось жаркими делами с наседавшим на отряд неприятелем. Успешно отразив нападения горцев, Гейман 5 марта дошёл до станицы Курджипской и представился великому князю, а 7-го возвратился в Даховскую станицу. Затем в течение 1863 года отряд Геймана, двигаясь по разным направлениям, забирался в самые непроходимые места.
За экспедиции 1862—1863 годов Гейман, по представлению участника их, принца Альбрехта Прусского, был награждён прусскими орденами Красного орла 3-й степени с мечами и Короны 2-й степени.
В начале 1864 года, до открытия главных действий против племен южного склона Кавказского хребта, приказано было всем отрядам ещё раз пройти по разным закоулкам северного нагорного края и вытеснить оттуда враждебных туземцев, чтобы окончательно обеспечить свой тыл.

Гейман, 2 января 1864 года произведённый за отличие в генерал-майоры, действовал во главе Даховского отряда с прежним искусством и 19 апреля 1864 года был награждён орденом Святого Георгия 3-й степени № 508
в воздаяние отличной храбрости и примерной распорядительности, оказанной в деле с убыхами 18 марта между Псезуапе и Шахе и при занятии всего морского берега до реки Сочи.
В декабре 1865 года он был назначен помощником начальника 21-й пехотной дивизии, в 1866 году — помощником командующего войсками Кубанской области, в 1867 году — начальником Сухумского отдела. 16 апреля 1872 года Гейман произведён в генерал-лейтенанты с назначением сначала состоять в распоряжении великого князя Михаила Николаевича, а затем начальником 20-й пехотной дивизии.
В 1876 году был награждён орденом Святого Владимира 2-й степени. В 1875—1876 годах, Гейман подал великому князю Михаилу Николаевичу записку: «Военные соображения на случай войны с Турцией со стороны Кавказа», вызвавшую полезные нововведения (ещё раньше им были поданы записки: в 1870 году — «Военный обзор Сухумского края» и в 1874 году — «Военные меры к обеспечению спокойствия в Терской и Дагестанской областях»).
Когда началась русско-турецкая война 1877-1878 гг., Гейман состоял при армии, действовавшей в Западной Армении и командовал при переходе через реку Арпа правой колонной. 28 апреля 1877 года ему был вверен особый отряд для действий под Ардаганом. 5 мая, во время решающего штурма крепости, он командовал колонной, штурмовавшей укрепления Каз-Тапеси и Сингер, причем собственным примером воодушевлял войска. Штурмовые колонны шли с распущенными знаменами и музыкой, прикрываясь стрелковыми цепями, впервые употребленными в Кавказской армии. Наградой за штурм Ардагана, прославивший имя Геймана, была золотая шпага, украшенная бриллиантами.
При сосредоточении главных сил к Карсу Гейману предписано было с частью их перейти в юго-западные окрестности этой крепости, ознакомиться с местностью для обложения Карса с запада и выбрать позицию, откуда можно было бы, в случае надобности, выдвинуться навстречу турецким войскам, идущим из Саганлуга; позиция удачно была выбрана у деревни Когалы, но по изменившимся соображениям главные силы отряда Геймана были переведены на Аравартан для сближения с остальными войсками, которые должны были начать осаду укреплений Карса. 27 мая Гейман предпринял рекогносцировку Шорахских высот и встревожил турок, полагавших, что наши войска идут на приступ, 3 июня отбил со значительным уроном нападение неприятеля на Аравартанский лагерь, а 6 июня был отправлен с отрядом к Саганлугу, чтобы отвлечь Мухтара-пашу, двигавшегося с большими силами на эриванский отряд А. А. Тергукасова. Попытка, по приказанию М. Т. Лорис-Меликова, овладеть 13 июня Зевинской позицией, на которой остановился Мухтар-паша, окончилась полной неудачей. 23 июня отряд Геймана присоединился к главным силам и вместе с ними отступил от Карса. 16 июля значительная колонна под начальством Геймана произвела демонстрацию против армии Мухтара-паши, расположенной на Аладжинских высотах, что повело к довольно жаркому делу, после которого войска Гейман отступили в Кюрюк-Дара. 6 августа, при новой усиленной демонстрации против позиции главной турецкой армии на Аладже, Гейман командовал средней колонной.
В боях под Аладжей с 20 сентября он принимал видное участие, а 3 октября овладел Авлияром, одним из важнейших пунктов неприятельской позиции, и тем содействовал поражению турецкой армии в Авлияр-Аладжинском сражении. 5 октября Гейман возобновил блокаду Карса. Посланный 10 октября с особым отрядом для преследования Ахмед Мухтар-паши, Гейман не смог догнать его и помешать соединиться с Измаилом-пашой. Поход этот представлял чрезвычайные трудности по бездорожью и крайней пересеченности местности. В течение 7 1/2 дней войска Геймана прошли 174 версты. Соединившись 16 октября с отрядом Тергукасова, Гейман занял с боя Гасан-Кала. 23 октября он атаковал Мухтара-пашу и Измаила-пашу на позиций у Деве-Бойну, на Эрзерумской дороге, и нанёс им поражение, но замедлил преследованием и тем дал туркам время опомниться, вследствие чего не удался ему штурм Эрзерумских укреплений в ночь на 29 октября. Гейман решил было тотчас повторить штурм, но отказался от этой мысли по недостатку снарядов, крайнему утомлению людей и начинавшейся среди них болезненности.

12 ноября 1877 года Гейман награждён орденом Святого Георгия 2-й степени № 109
За отличие, выказанное при взятии крепости Карса в ночь с 5-го на 6-е ноября 1877 года.
Между тем началась продолжительная блокада Эрзерума в самое неблагоприятное время года. В войсках появилась эпидемия тифа, продолжавшаяся и по очищении Эрзерума турками и занятии его русскими войсками на основании заключённого 19 февраля 1878 года мира. Жертвой её сделался и Гейман, скончавшийся в Карсе 13 апреля 1878 года.
Его старший брат, Михаил Александрович, также долгое время служил на Кавказе, был полковым штаб-лекарем Кабардинского пехотного полка; умер в 1866 году.
Гейман отличался выдающейся храбростью и страстной любовью к военному делу, но стремление атаковать «на ура», недостаточные рекогносцировки и некоторое пренебрежение к противнику были иногда причиной неудач. Кавказская армия обязана ему некоторыми нововведениями в строевом уставе (атака цепями). Современники сравнивали его с Г. Л. Блюхером по его огненно-боевой натуре и по уважению, которое он питал к военной науке.
В «Кавказском Сборнике» (№ 3, 1879 год) напечатаны воспоминания Геймана о Даргинской экспедиции 1845 года (переизданы в сборнике «Даргинская трагедия. 1845 год». СПб., 2001). Несколько статей и заметок он поместил в «Военном сборнике» и «Русском Инвалиде».
В 2017 году в провинции Ардаган были найдены останки русского офицера, которые, согласно предварительному предположению, могли принадлежать генералу Гейману. Однако, экспертиза установила, что останки принадлежат подполковнику Российской Императорской армии Карлу Карловичу Ржепецкому.

## Семья
Сын — Георгий Васильевич — статский советник. Внук — Василий Георгиевич — участник Первой мировой войны, георгиевский кавалер (медаль и крест), историк.
Генерал-полковник люфтваффе Александер Лёр был двоюродным внуком Геймана.

## Награды
Российские:
- Орден Святой Анны 4-й степени (1846)
- Орден Святой Анны 3-й степени с бантом (11.03.1848)
- Орден Святого Владимира 4-й степени с бантом (22.09.1850)
- Орден Святой Анны 2-й степени (1853)
- Золотая шашка с надписью "За храбрость" (1859)
- Орден Святого Станислава 2-й степени с императорской короной и мечами (1860)
- Орден Святого Владимира 3-й степени с мечами (1862)
- Орден Святого Георгия 3-й степени (19.04.1864)
- Орден Святого Станислава 1-й степени с мечами (1866)
- Орден Святой Анны 1-й степени с мечами (1868)
- Императорская корона к ордену Святой Анны 1-й степени с мечами (1870)
- Орден Святого Владимира 2-й степени (1876)
- Золотая шпага с надписью «За храбрость», украшенная алмазами (1877)
- Орден Святого Георгия 2-й степени (12.11.1877)

Иностранные:
- Прусский орден Красного орла 3-го класса с мечами (1863)
- Прусский орден Короны 2-го класса (1863)

## Память
Имя Василия Александровича Геймана носит кубанская станица Геймановская и гора Гейман в Туапсинском районе.